# August Theodor Kirsch senior
August Theodor Kirsch (senior) (* 2. Juni 1862 in Wien; † 17. Februar 1931 ebenda) war ein österreichischer Zeitungsherausgeber.

## Leben
Schon während seines Studiums der Rechtswissenschaften an der Universität Wien (1881–85) arbeitete Kirsch ab 1882 für seinen Onkel F. Hummel in der von diesem 1874 begründeten Zeitung Neuigkeits-Welt-Blatt mit. Nach Hummels Tod (1888) wurde Kirsch senior Eigentümer und Herausgeber des Blattes – seit 1908 brachte Kirschs Verlagshaus auch die Wiener Illustrierte Wochenschau heraus. Kirsch war ein Freund des christlich-sozialen Politikers Leopold Kunschaks. Die von Kirsch herausgebrachten Presseprodukte waren durch eine katholische Tendenz gekennzeichnet. Kirsch fungierte als Vizepräsident des Zentralverbandes der Zeitungsunternehmungen Österreichs.
Er war der Vater von August Theodor Kirsch junior.
Seit 1899 war er Ehrenmitglied der katholischen Studentenverbindung KÖStV Rudolfina Wien.